# Attachment Parenting

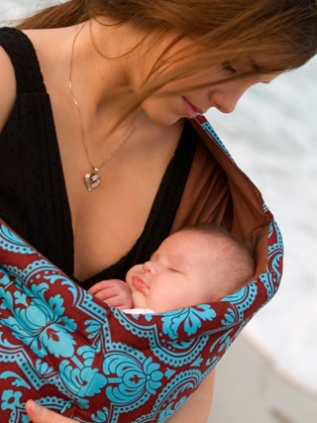
William Sears empfiehlt Müttern, Säuglinge so viel wie möglich am Körper zu tragen.

Unter Attachment Parenting (kurz oft AP; englisch für „Bindungserziehung“; deutsch auch: bindungsorientierte Erziehung und bedürfnisorientierte Erziehung) versteht man eine in den 1980er Jahren in den Vereinigten Staaten entstandene Erziehungslehre, deren Methoden nach Auffassung ihrer Vertreter die Mutter-Kind-Bindung fördern. Zu diesem Zwecke wird die Mutter dazu angehalten, möglichst viel Zeit in enger körperlicher Nähe mit dem Kind zu verbringen und sich dem Kind gegenüber maximal responsiv zu verhalten (= auf sämtliche Signale des Säuglings zu reagieren). Der Begriff „Attachment Parenting“ stammt von dem amerikanischen Kinderarzt William Sears, der bis heute auch der bedeutendste Vertreter der Lehre ist.
Die mannigfache Kontroverse um den praktischen Stellenwert und die theoretischen Grundlagen von Attachment Parenting prägt die Diskussion bis heute.

## Geschichte

### Kontext
Das Attachment Parenting ist nur eine von vielen Erziehungsideen mit Orientierung an Rapport und Nestwärme, die in den USA nach dem Zweiten Weltkrieg im pädagogischen Mainstream angekommen sind, und verdankt verwandten älteren Lehren manche Anregungen, darunter etwa Benjamin Spocks 1946 publiziertem Erziehungsratgeber Säuglings- und Kinderpflege. Spock hatte Müttern empfohlen, Säuglinge nach Maßgabe eigener Intuition und mit viel Körperkontakt aufzuziehen – ein Rat, der den bis dahin herrschenden Lehren von L. Emmett Holt und John B. Watson radikal widersprach; das Buch wurde zum Bestseller und Spocks pädagogische Auffassungen hatten in den USA auf die Erziehung der Nachkriegsgenerationen großen Einfluss.
Dreißig Jahre später erregte Jean Liedloff mit einem Kontinuum-Konzept Aufsehen, das sie der Öffentlichkeit in ihrem Buch Auf der Suche nach dem verlorenen Glück (1975) vorstellte. Liedloff hatte in Venezuela die Ye’kuana-Indianer studiert und empfahl westlichen Müttern, Säuglinge zu stillen, zu tragen und im gemeinsamen Bett schlafen zu lassen. Als Begründung gab sie an, die übliche Erziehung mit Flaschenfütterung, Kinderwagen usw. trage den – evolutionsgeschichtlich noch nicht in der Moderne angekommenen – Bedürfnissen von Kindern nicht Rechnung. Weitere Beiträge zur Ethnopädiatrie lieferten später unter anderem Sharon Heller und Meredith F. Small.
1984 publizierte die Entwicklungspsychologin Aletha Solter ihr Buch The Aware Baby über eine Erziehungsphilosophie, die ähnlich wie später Sears auf Bindung, Langzeitstillen und Verzicht auf Strafe setzt; ein besonderer Schwerpunkt liegt bei Solter aber auf der Förderung des emotionalen Ausdrucks zur Heilung von Stress und Traumata des Kindes.
In den 1990er Jahren belebte T. Berry Brazelton die Diskussion, indem er aktuelle Forschungsergebnisse zur Kompetenz von Säuglingen, sich selbst und ihre Gefühle von Geburt an zum Ausdruck zu bringen, öffentlich machte, Eltern für diese Signale sensibilisierte und – wie Spock – ermutigte, in der Erziehung ihrem eigenen Urteil zu folgen.

### Entstehung des Attachment Parenting
William Sears kam zu diesem Thema 1982 nach intensiver Kenntnisnahme der Schriften Liedloffs. Sears nannte die Lehre zunächst „Kontinuumkonzept“ und „Immersionsmutterschaft“ (immersion mothering). In seinem 1982 publizierten Buch Creative Parenting war das Konzept bereits weitgehend ausgearbeitet. Die „7 Baby-Bs“ waren noch nicht explizit als Kanon gefasst, als Grundelemente der Lehre aber bereits deutlich zu erkennen. 1985 brachten William Sears und seine Frau Martha Sears die Lehre ex post mit der Bindungstheorie in Verbindung, die sie in dieser Zeit erstmals rezipierten, und begannen, von „Attachment Parenting“ zu reden:

“[...] I realized we needed to change the term to something more positive, so we came up with AP, since the Attachment Theory literature was so well researched and documented, by John Bowlby and others.”

„[...] wurde mir klar, dass wir den Begriff zu etwas Positiverem ändern mussten, so kamen wir auf AP, weil die Attachmenttheorie-Literatur so gut erforscht und dokumentiert war, durch John Bowlby und andere.“

1994 entstand in Alpharetta, Georgia die erste Attachment-Parenting-Organisation, Attachment Parenting International, gegründet von Lysa Parker und Barbara Nicholson. Die erste Buchpublikation, die den Terminus „Attachment Parenting“ im Titel trug, war 1998 ein Werk von Tammy Frissell-Deppe, einer Mutter, die darin von ihren persönlichen Erfahrungen und denen befreundeter Eltern berichtet. 1999 folgte ihr Katie Allison Granju, für deren Buch William Sears das Vorwort schrieb, bevor er 2001, gemeinsam mit Martha Sears, sein eigenes Werk The Attachment Parenting Book veröffentlichte. Die von Spock ausgehende Entwicklungslinie weg von einer krud behavioristischen Säuglingsanthropologie hin zu einer kontingenzorientierten Erziehung fand in diesen Veröffentlichungen ihre Zuspitzung und nahm gleichzeitig Ideen einer instinktgeleiteten bzw. „natürlichen“ Erziehung im Sinne von Liedloff auf.
Im selben Jahr wie Sears’ Attachment Parenting Book erschien Jan Hunts Essaysammlung The Natural Child. Parenting from the Heart (2001). Hunt, die sich als Kinderrechtlerin versteht, empfiehlt darin über die Methoden des Attachment Parenting hinaus auch Unschooling.

## Methoden

### Babyreading
Wie vor ihm bereits die Vertreter der Bindungstheorie, besonders Mary Ainsworth, lehrt Sears, dass stabile Mutter-Kind-Bindungen auf der Kontingenz – der harmonischen Gefühlskommunikation – von Mutter und Kind aufbauen, die wiederum Responsivität der Mutter zur Voraussetzung hat. Sears spricht in diesem Zusammenhang von „Babyreading“, einem „Lesen“ der kindlichen Signale durch die Mutter, und von „to be in the groove“, einem Slangbegriff, der einen Zustand emotionaler Feinabstimmung (Attunement) ausdrückt.

### Die 7 Baby-Bs
Sears ist davon überzeugt, dass es Praktiken des Umgangs mit einem Säugling gibt, die dem „Babyreading“ entgegenkommen und die die Sensibilität der Mutter für die Signale ihres Kindes steigern. Die Methode des Attachment Parenting besteht in sieben Verhaltensweisen, die laut Sears ein synergetisches Ensemble bilden und die, wie er schreibt, auf den biologischen Bedürfnissen des Kindes basieren. Weil diese Praktiken im Englischen mit dem Buchstaben „B“ beginnen, spricht Sears von den „7 Baby-Bs“:
- Aufnahme des Körper- und Augenkontakts zwischen Mutter und Kind sofort nach der Geburt (englisch „Birth bonding“)
- Stillen statt Flaschennahrung (englisch „Breastfeeding“)
- (möglichst häufiges) Tragen des Kindes am Körper (englisch „Babywearing“)
- Schlafen in Nähe des Kindes (englisch „Bedding close to baby“)
- Beachten des Schreiens des Kindes (englisch „Belief in the language value of your baby's cry“)
- Kein Schlaftraining (englisch „Beware of baby trainers“)
- Balance der Bedürfnisse von Kind und Mutter (englisch „Balance“)

Bis 1999 gab William Sears nur 5 Baby-Bs an. Die beiden letztgenannten kamen erst 2001 mit dem Attachment Parenting Buch hinzu.

#### Kontaktaufnahme sofort nach der Geburt

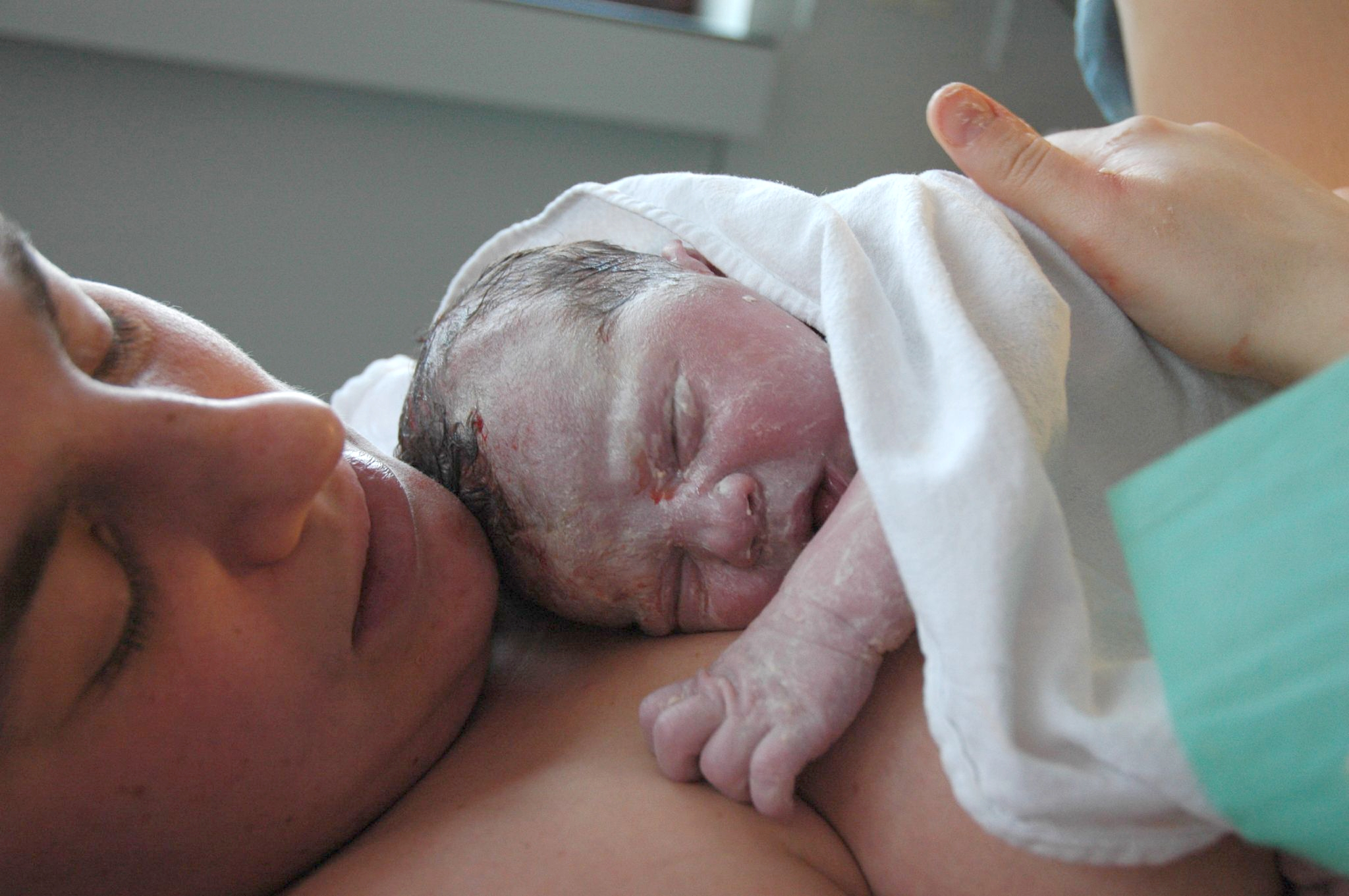
Mutter mit Neugeborenem

William Sears geht davon aus, dass es ein kurzes Zeitfenster unmittelbar nach der Geburt gibt, in dem enger Kontakt von Mutter und Kind der Bindung besonders zuträglich ist, bezeichnet dies als „Prägung“ und beruft sich auf eine Studie von Marshall Klaus und John Kennell aus dem Jahre 1967, die ihre ursprüngliche Annahmen, auf die Sears und Sears sich hier berufen, später allerdings mehrfach modifiziert haben. Sears empfiehlt Frauen, während der Geburt auf ein medikamentöses Schmerzmanagement zu verzichten, da Analgetika auch das Kind betäuben und damit die Bindung, die unmittelbar nach der Geburt stattfinden soll, behindern.

#### Stillen
Sears und Sears argumentieren, dass das Stillen der Mutter-Kind-Bindung entgegenkomme, weil es bei der Mutter – insbesondere in den ersten 10 Tagen nach der Geburt – Oxytocinausschüttungen auslöst, die sie emotional enger ans Kind binden. Anders als die Flaschenfütterung, die tendenziell im 3-4-Stunden-Rhythmus erfolge, versetze das Stillen die Mutter auch in die Lage, die Stimmungen und Bedürfnisse des Kindes genau zu beobachten. Da die Halbwertszeiten der bindungsfördernden Hormone Prolaktin und Oxytocin sehr kurz sind, empfehlen sie insbesondere für Neugeborene sehr häufiges Stillen (8–12 Mal pro Tag). Für besonders wertvoll halten sie das Stillen zwischen 1 und 6 Uhr morgens. Generell machen Sears und Sears für das Stillen geltend, dass gestillte Kinder gesünder als Flaschenkinder seien und dass das Stillen auch der Mutter gesundheitliche Vorteile biete. Sie schreiben, dass Säuglinge im ersten halben Lebensjahr ausschließlich Muttermilch erhalten sollten, weil sie in diesem Alter gegen alle anderen Lebensmittel allergisch seien.
Sie empfehlen Müttern, ihr Kind 1 bis 4 Jahre lang zu stillen:

“While breastfeeding for only a few months is the cultural norm for Western Society, what we know about breastfeeding in primitive cultures and weaning times for other mammals that human infants were designed to breastfeed for several years.”

„Während das nur wenige Monate lange Stillen die kulturelle Norm der Westlichen Gesellschaft ist, sind menschliche Säuglinge, nach allem was wir über primitive Kulturen und Abstillzeiten anderer Säugetiere wissen, dafür gemacht, mehrere Jahre lang gestillt zu werden.“

Als Begründung für das Langzeitstillen geben Sears und Sears an, dass das Stillen die Bindung unterstütze und dass das Stillen bei älteren Kindern verwendet werden könne, um das Kind bei Bedarf zu trösten oder um Mutter und Kind an turbulenten Tagen zusammenzubringen. Auch gegen das nächtliche Stillen von Kleinkindern sei nichts einzuwenden. Bereits 1992 hatte Norma Jane Bumgarner über das Stillen von Kleinkindern ein eigenes Buch veröffentlicht.
Die WHO empfiehlt für alle Länder weltweit ein ausschließliches Stillen des Kindes bis zum vollendeten sechsten Lebensmonat, und weiteres Stillen neben der Zufütterung bis hin zum Ende des zweiten Lebensjahres oder darüber hinaus.
Da zum Stillen aus ethischen Gründen jedoch keine randomisierten Studien durchgeführt werden, ist wiederholt vermutet worden, dass die Überlegenheit der Brustfütterung aus vielen Untersuchungen als Artefakt hervorgegangen sein könnte. Wenn auf Randomisierung generell verzichtet wird und mögliche alternative Faktoren (sozioökonomische Faktoren wie Ethnizität, Schichtzugehörigkeit und Bildung der Mutter, die sowohl die körperliche, seelische und intellektuelle Entwicklung von Kindern als auch Fütterungsart und Stilldauer beeinflussen) von vornherein nicht in Betracht gezogen werden, besteht grundsätzlich das Risiko, dass die Effekte der alternativen Faktoren fälschlich als Effekte des Stillens interpretiert werden. Einen Ausweg aus diesem methodischen Problem fand erstmals Cynthia G. Colen (Ohio State University), die sozioökonomische Faktoren wirkungsvoll ausklammern konnte, indem sie systematisch nur Geschwister miteinander verglichen hat; ihre Studie hat gezeigt, dass die mit der Flasche aufgezogenen Geschwister von Brustkindern in puncto ihres körperlichen, seelischen und geistigen Gedeihens kaum bzw. statistisch zu vernachlässigende Unterschiede zu ihren gestillten Geschwistern aufweisen.
Auch Sears und Sears’ Annahmen zum Nutzen des Stillens für die Bindung sind empirisch untersucht worden. John R. Britton (Kaiser Permanente) hat 2006 mit einem Forscherteam beobachtet, dass feinfühlige Mütter eine höhere Stillbereitschaft zeigen und länger stillen als weniger feinfühlige Mütter. Ein Effekt der Fütterungsart auf die Bindungsqualität konnte in dieser Studie indessen nicht nachgewiesen werden.

#### Tragen des Kindes am Körper

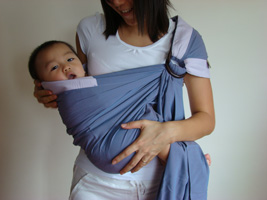
Ein Kind im Tragetuch

Sears und Sears empfehlen, vor allem jüngere Säuglinge möglichst ständig am Körper zu tragen, etwa in einem Babytragetuch. Als Begründung geben sie an, dass diese Praxis das Kind glücklich macht, dass sie es erlaubt, das Kind in sämtliche Tagesaktivitäten der Mutter einzubeziehen, sodass es mehr Sinnesreizen ausgesetzt ist, und dass die Mutter das Kind auch dann nicht aus den Augen verliert, wenn sie mit anderen Dingen beschäftigt ist. Berufstätigen Müttern empfehlen sie, das Kind täglich mindestens 4–5 Stunden zu tragen, um die arbeitsbedingte Abwesenheit wiedergutzumachen. Tatsächlich hat ein New Yorker Forscherteam 1990 in einer randomisierten Studie nachgewiesen, dass Kinder von Unterschichtmüttern, die in einer Kindertrage viel Zeit am Körper der Mutter verbracht hatten, im Alter von 13 Monaten signifikant häufiger eine sichere Bindung im Sinne von Ainsworth aufwiesen als Kinder der Vergleichsgruppe, die mehr Zeit in einer Säuglingsschale verbracht hatten. Für Mittelschichtfamilien konnte ein solcher Effekt bisher jedoch nicht nachgewiesen werden.
Weiterhin argumentieren Sears und Sears, dass das Babywearing den kindlichen Gleichgewichtssinn trainiere und – weil das am Körper getragene Kind mehr mütterliche Konversationen miterlebe – die Sprachentwicklung fördere. Wissenschaftliche Studien, in denen solche Langzeiteffekte empirisch hätten aufgewiesen werden können, existieren bislang nicht.
Unstrittig ist, dass Kinder sich durch Tragen beruhigen lassen. Säuglinge weinen am meisten im Alter von 6 Wochen; eine 1986 an der McGill University durchgeführte randomisierte Studie hat gezeigt, dass Kinder in dieser Entwicklungsphase signifikant weniger weinen, wenn sie tagsüber viel am Körper der Eltern getragen werden. Sears und Sears empfehlen das Tragen des Kindes daneben auch als Einschlafhilfe. Insgesamt befürworten sie ein Bereithalten des Tragetuches bis ins dritte Lebensjahr, weil das Tragen auch zur Beruhigung von Kindern verwendet werden könne, die sich ungezogen verhalten. Viele Autoren halten es jedoch für erzieherisch bedenklich, Kindern auch nach dem neunten Lebensmonat noch ständig am Körper der Mutter zu halten, weil dies mit den natürlichen Autonomiebestrebungen eines Kindes nicht zu vereinbaren sei; im deutschsprachigen Raum haben sich in diesem Sinne u. a. Michael Winterhoff und Sabine Völkl-Kernstock (Medizinische Universität Wien) geäußert.

#### Schlafen in Nähe des Kindes

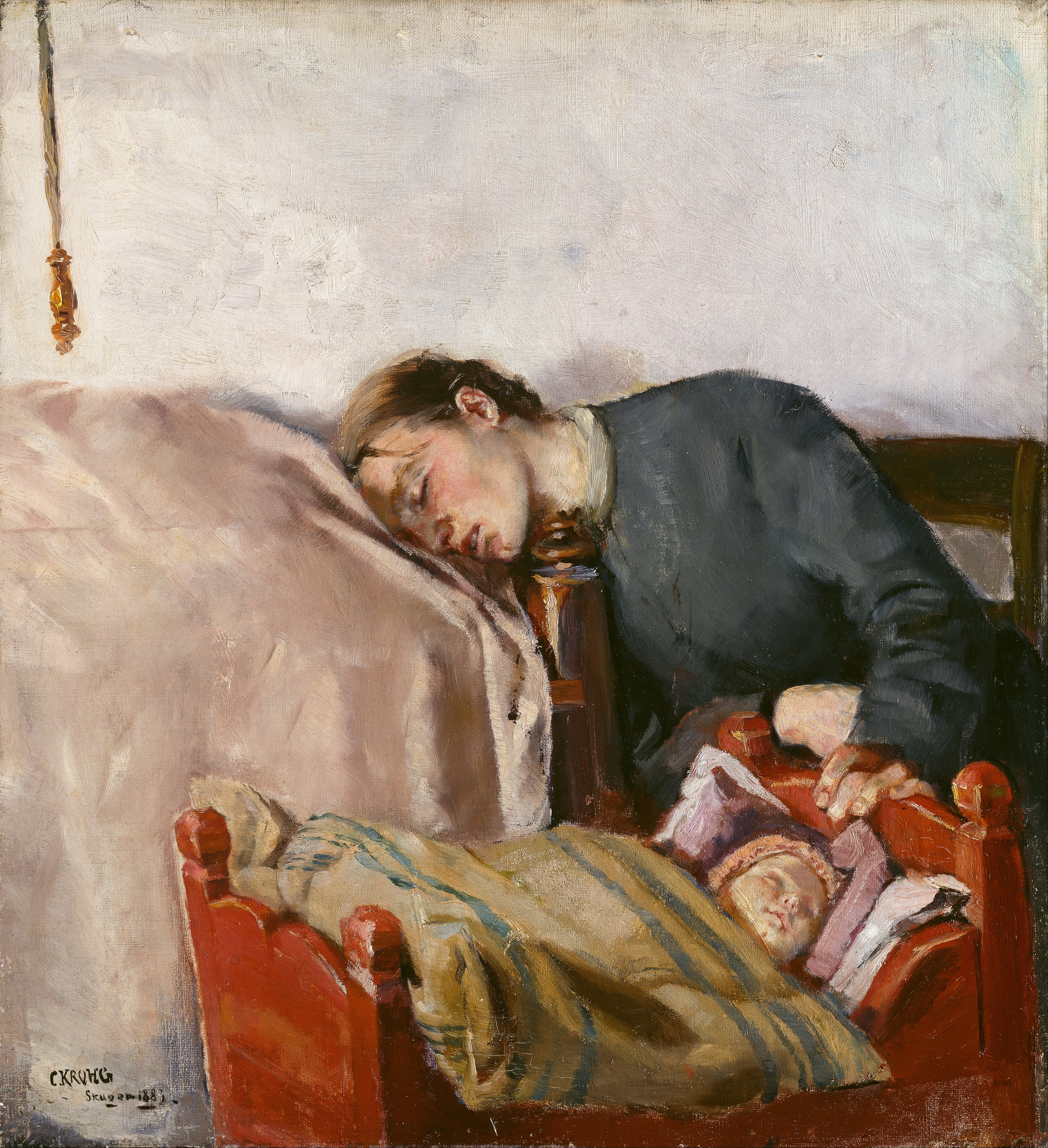
Christian Krohg: Mutter und Kind, 1883

Sears und Sears erklären, dass jedes Schlafarrangement, das für eine individuelle Familie funktioniert, in Ordnung sei, empfehlen Müttern aber, nah beim Kind zu schlafen. Als Gründe geben sie an, dass das Co-Sleeping – als nächtliche Entsprechung des Babywearing – Trennungsangst abwende, der Mutter-Kind-Bindung zugute komme, dem plötzlichen Kindstod vorbeuge und das nächtliche Stillen für die Mutter bequemer mache. Obwohl der Schlaf der Mutter durch vielfaches nächtliches Stillen häufiger unterbrochen werde, schlafen Mutter und Kind – so Sears und Sears – besser als in getrennten Betten. Überdies gedeihe das Kind aufgrund des häufigen Stillens körperlich, emotional und intellektuell besser, als wenn es „weinend, allein, hinter Gittern“ schlafen müsse. Katie Allison Granju macht zugunsten des Co-Sleeping überdies geltend, dass es Kindern lebhaft das Konzept von Schlafenszeit veranschauliche. Schon 1976 hatte Tine Thevenin ein viel beachtetes Plädoyer für das „Familienbett“ publiziert. Dass ein Kind die ganze Nacht mit einer Brustwarze der Mutter im Mund verbringt, finden Sears und Sears höchstens dann bedenklich, wenn die Frau sich dadurch allzu stark belastet fühlt. Dass ein dreijähriges Kind noch jede Nacht im Bett der Mutter schläft, erscheint ihnen unproblematisch. Berufstätige Mütter sollen, um die Bindung zu sichern, auf jeden Fall mit dem Kind zusammen schlafen.
Plötzlicher Kindstod (SIDS) ist ein sehr seltenes Ereignis; es betrifft weniger als ½ Promille aller Säuglinge. James J. McKenna (University of Notre Dame) hat beobachtet, dass Mütter und Säuglinge beim Co-Sleeping nicht nur ihre Wach-Schlaf-Rhythmen, sondern auch ihre Atmung synchronisieren; dies führt ihn zu der Vermutung, dass Co-Sleeping das SIDS-Risiko senke. Eine britische Studie, die sich unmittelbar mit dem plötzlichen Kindstod beschäftigt, hat bestätigt, dass das Schlafen von Mutter und Säugling in getrennten Räumen das SIDS-Risiko erhöhen kann; eine Senkung des Risikos durch Schlaf in einem gemeinsamen Bett wurde hier jedoch nicht beobachtet.
Generell bestätigt die Forschung eine Überlegenheit des Co-Sleeping gegenüber dem getrennten Schlafen nicht. Eine israelische Metastudie aus dem Jahre 2000 hat aufgezeigt, dass Schlafhilfen wie Schnuller oder Teddybären den kindlichen Schlaf verbesserten, während Co-Sleeping und häufiges Stillen – beim Co-Sleeping stillen Mütter nachts dreimal so häufig wie bei Schlafarrangements in getrennten Zimmern – der Entstehung gesunder Schlafmuster eher im Wege stehen würden. Wichtigster Faktor für den guten Schlaf des Kindes sei die emotionale Ansprechbarkeit der Mutter, nicht ihre ständige körperliche Nähe.

#### Beachten des Schreiens des Kindes

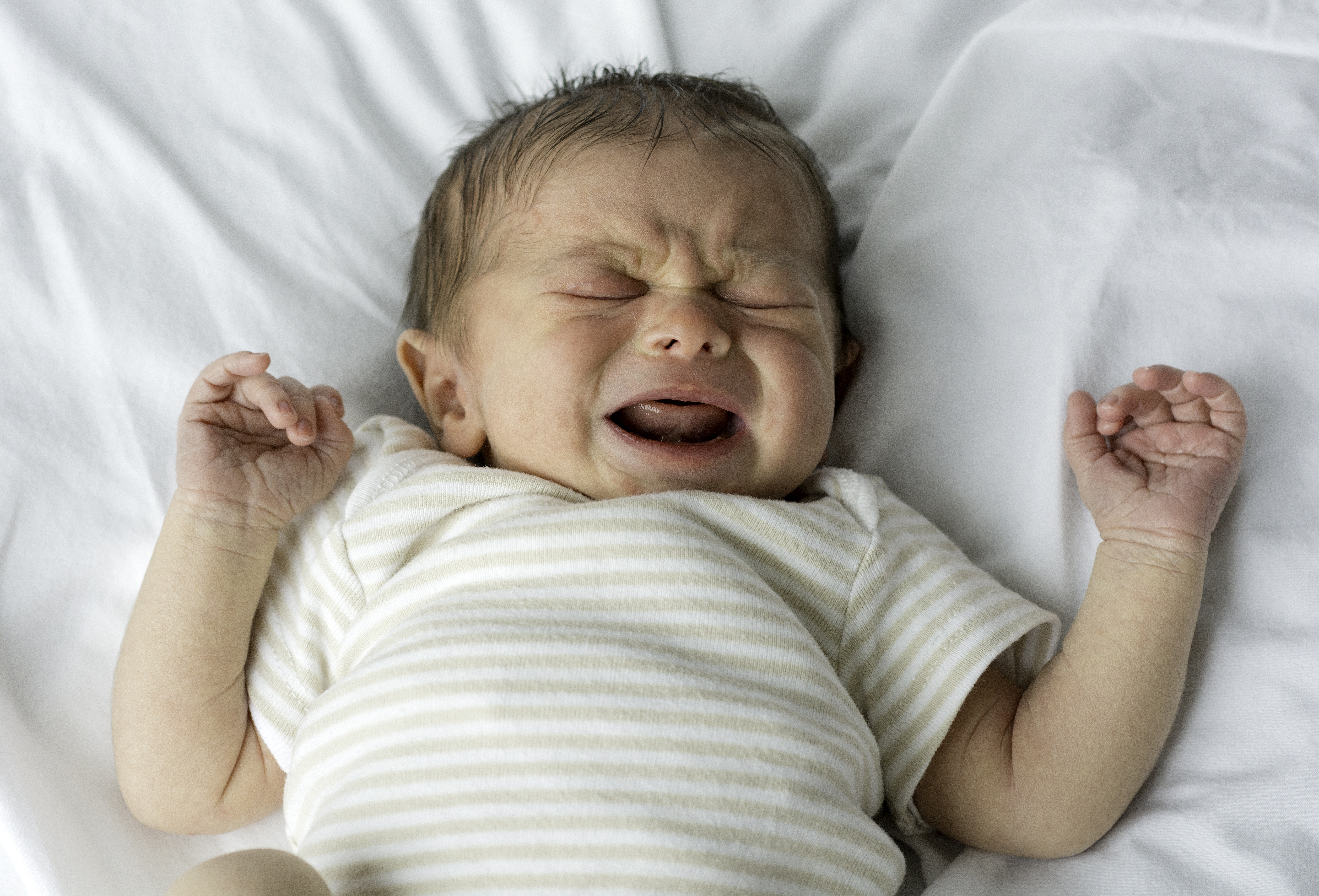
Schreiendes Neugeborenes

Als zentrales Ausdrucksmittel des Säuglings bestimmen Sears und Sears das Schreien: „Schreien ist ein Bindungswerkzeug“. Die Eltern sind dabei herausgefordert, das – anfangs generalisierte – Schreien sensibel zu „lesen“ und dem Kind durch einfühlsame Rückmeldung zu helfen, das Repertoire seiner Ausdrucksmittel immer weiter zu nuancieren. Darüber hinaus empfehlen Sears und Sears Schreiprävention: Eltern sollen das Kind nicht nur möglichst viel stillen, tragen und mit ihm gemeinsam schlafen, sondern auch auf frühe, unauffällige Alarmsignale des Kindes reagieren, damit es zum Schreien überhaupt nicht erst kommt. Gleichzeitig sollen sie dem Kind aber auch schon früh vermitteln, dass manche Anlässe Aufregung gar nicht verdienen.
Generell vertritt William Sears die Auffassung, dass Säuglinge möglichst wenig schreien gelassen werden dürfen, weil ihnen sonst Schaden drohe.
Zuvor hatte T. Berry Brazelton in einer einschlägigen Studie 1962 dargelegt, dass ein „gewisses Maß“ von Schreien in den ersten Lebenswochen des Säuglings kein Hinweis auf emotionale oder körperliche Probleme, sondern normal und unbedenklich sei.

#### Kein Schlaftraining
Sears und Sears nennen vor allem zwei Gründe, warum Säuglinge keinem Schlaftraining unterzogen werden sollen: Schlaftraining verhärte die Mutter emotional; Kinder, die einem Schlaftraining unterzogen wurden, schlafen nicht etwa besser, sondern seien lediglich resigniert und apathisch („Shutdown Syndrome“, eine Pathologie, die in den Klassifikationssystemen ICD und DSM nicht vorkommt). Frissell-Deppe und Granju bezeichnet Schlaftraining als für das Kind traumatisch.
Sears und Sears geben an, Befürworter von Schlaftraining seien fachlich inkompetent, wollen nur Geld verdienen, und ein Nutzen des Trainings sei wissenschaftlich bis heute nicht nachgewiesen worden. Eine Rezeption der Forschungsliteratur zu diesem Thema lassen sie nicht erkennen.
Herbert Renz-Polster stellt fest, dass die Fähigkeit der Kinder, durch Schlaftraining selbstständig in den Schlaf zu finden, für die Eltern und die Familie insgesamt eine Entlastung darstellt.
Er ist der Meinung, dass sich das klassische Schlaftraining allerdings nicht für Kinder eigne, die noch gestillt werden. Ohnehin sei die mütterliche Brust für Stillkinder die ideale Einschlafhilfe. Etwa ein Drittel der Kinder im Alter von 6 Monaten könne nachts durchschlafen, ohne zwischendurch gefüttert zu werden. Flaschennahrung werde weniger schnell verdaut und in der Regel in größeren Portionen aufgenommen, wodurch nicht gestillte Kinder in der Nacht eher durchschläfen. Andererseits nehme in der Regel die Häufigkeit des nächtlichen Aufwachens bei Säuglingen in den ersten sechs Monaten kaum ab.
Gestillte Kinder, die nahe bei der Mutter schlafen, hätten einen leichteren Schlaf. Sie wachten häufiger auf und nähmen gegenüber Säuglingen, die im eigenen Bett schlafen, bis zu einem Drittel mehr Nahrungsenergie zu sich. Da sich die Schlafrhythmen von Mutter und Kind aufeinander abstimmen, sei der Schlaf trotz des häufigeren Aufwachens ähnlich erholsam, wie bei getrennt schlafendem Kind. Etwa alle 50 Minuten wechsle ein Kleinkind tagsüber von einer aktiven in eine beruhigte Phase. Wenn sich das Kind in der ruhigen Phase geborgen und behaglich fühlt, werde es selbstständig in den Schlaf finden.
Für Einzelheiten siehe den Artikel Schlaftraining.

#### Balance der Bedürfnisse von Mutter und Kind
Sears und Sears sind sich darüber im Klaren, dass Attachment Parenting für Eltern – insbesondere für Mütter – eine weitaus größere Belastung darstellt als die meisten anderen heute üblichen Formen der Erziehung. Sie schlagen daher eine ganze Reihe von Maßnahmen vor, die einem Burnout vorbeugen sollen, wie etwa das Priorisieren und Delegieren von Aufgaben und Tätigkeiten der Frau, eine Rationalisierung ihres Tagesablaufes und Einbeziehung des Vaters. Im schlimmsten Falle soll ein Psychotherapeut zu Rate gezogen werden.
Auch bei einer Überlastung der Mutter solle an der Methode jedoch um jeden Preis festgehalten werden. Sears und Sears sehen ihre Opponenten als „autoritäre Männer, die in ihrer Rolle als Ratgeber [...] gefangen sind“. Auch Granju kritisiert die „männlich dominierte ‚wissenschaftliche‘ Lenkung der Kinderpflege“. Das niedrige Ansehen, das in den Kulturen der Westlichen Welt insbesondere dem Langzeitstillen beschieden ist, führt sie auf eine Sexualisierung der weiblichen Brust zurück: in der sexistischen Weltsicht „gehöre“ die Brust den Männern. Auch Mayim Bialik hält das Attachment Parenting für eine feministische Option, weil es einen Gegenentwurf zur – männlich dominierten – Übermacht der Ärzte darstelle, die die Bereiche Schwangerschaft, Geburt und Mutterschaft traditionell geprägt haben.
Weil eine Vereinbarkeit von Familie und Beruf beim Praktizieren der Lehre massiv beeinträchtigt ist, sind diese Positionen im Rahmen der Attachment-Parenting-Kontroverse später vehement kritisiert worden.

### Elterliche Autorität
Dass viele Kinder sich so verhalten, dass ihre Eltern zu Erziehungsmitteln wie z. B. Schelten greifen, führt Sears darauf zurück, dass die Kommunikation zwischen Eltern und Kind in diesen Fällen nicht zu solcher Subtilität entwickelt sei wie in Attachment-Parenting-Familien, in denen ein Stirnrunzeln der Eltern genüge, um ein Kind zu disziplinieren. Ein Kind, das seinen Eltern vertraue, sei kooperativ und widersetze sich nicht dagegen, dass die Eltern sein Verhalten leiten. Sears und Sears empfehlen positive Disziplin; anders als viele AP-Eltern lehnt William Sears konfrontative Erziehungsmittel (firm, corrective response) aber nicht grundsätzlich ab und räumt elterlicher Autorität einerseits und kindlichem Gehorsam und Gewissen andererseits einen hohen Stellenwert ein. Sears und Sears sind dezidierte Befürworter einer autoritativen Erziehung.

## Theoretische Konzeption

### Anspruch
Wie vor ihnen Benjamin Spock verstehen Sears und Sears die von ihnen empfohlene Erziehung als Common-Sense- und instinktgeleitete Ad-hoc-Erziehung. Im Unterschied zu Spock, dessen Erziehungsphilosophie geradlinig aus der Psychoanalyse Sigmund Freuds weitergedacht war, hat William Sears seiner Lehre aber tatsächlich keine geschlossene Theorie (etwa die Bindungstheorie) zugrunde gelegt, sondern ging allein von seiner praktischen Erfahrung als Vater und als Beobachter anderer Familien aus.

“Our ideas about attachment parenting are based on thirty-plus years of parenting our own eight children and observing moms and dads whose parenting choices seemed to make sense and whose children we liked. We have witnessed the effects this approach to parenting has on children.”

„Unsere Ideen zum Attachment Parenting basieren auf mehr als 30-jähriger Erziehung unserer eigenen acht Kinder und auf der Beobachtung von Müttern und Vätern, deren Erziehungsentscheidungen sinnvoll schienen und deren Kinder wir mochten. Wir haben die Wirkungen gesehen, die dieser Erziehungsansatz auf Kinder hat.“

Trotz des Fehlens einer geschlossenen Theorie halten Sears und Sears die Lehre für wissenschaftlich abgesichert:

“AP is not only common sense, it’s supported by science.”

„AP ist nicht nur Common Sense, es wird von der Wissenschaft unterstützt.“

Dass sie die Lehre für bewiesen halten, hindert Sears und Sears nicht daran, Eltern, die Attachment Parenting praktizieren, zu empfehlen, mit Kritikern des Attachment Parenting keine Diskussionen zu führen. Auch verwerfen sie Teile der Forschung, während sie anderen den Vorzug geben:

“Science says: Good Science Backs AP.”

„Die Wissenschaft sagt: Gute Wissenschaft stützt AP.“

### Einzelne Begriffe und deren Probleme
Kritiker des Attachment Parenting sehen in diesem Fehlen eines theoretischen Fundaments – insbesondere im Verzicht auf eine genaue Bestimmung der Grundbegriffe – eine schwerwiegende Konzeptionsschwäche.

#### „Feinfühligkeit“

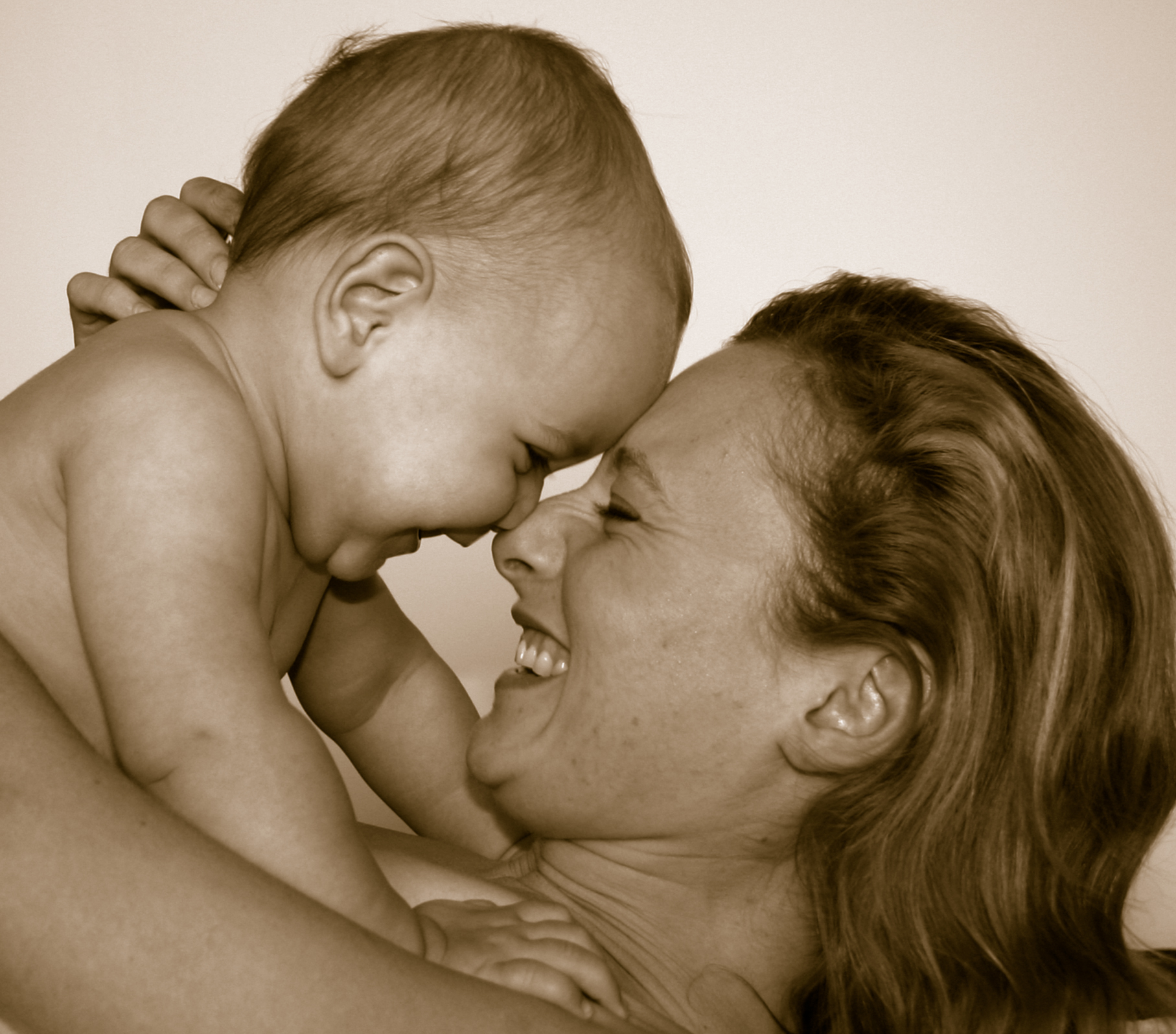
Kontingenz: Mutter und Kind in emotionalem Einklang

Das Konzept der emotionalen Feinabstimmung ist in der Psychologie seit Mesmer bekannt, der dafür im 18. Jahrhundert den Terminus „Rapport“ eingeführt hat, bevor Freud ihn für die Psychoanalyse übernahm. In der modernen Verhaltensforschung und in der Entwicklungspsychologie spricht man bezogen auf das Mutter-Kind-Verhältnis eher von „Kontingenz“; Daniel Stern spricht auch von „Attunement“. Die Fähigkeit von Eltern, auf emotionale Signale ihres Kindes angemessen zu reagieren, wird als Responsivität bezeichnet.
Attachment Parenting ist für Sears und Sears eine Erziehung, die radikal von mütterlicher Responsivität geprägt ist. Von Mary Ainsworth haben sie dafür den Begriff der mütterlichen Feinfühligkeit (maternal sensitivity) übernommen: Die Frau richtet ihre Aufmerksamkeit ganz aufs Kind („Babyreading“) und reagiert fortlaufend auf jedes Signal, das das Kind aussendet, wodurch beide in einen Zustand der Harmonie gelangen, aus welcher wiederum die wechselseitige Bindung erwächst. Sears geht davon aus, dass das „Einstimmen“ der Mutter auf das Kind bereits in der Schwangerschaft beginnt.

#### „Bindung“
Die Bindung des Kindes an die Eltern ist in der Säuglings- und Kleinkindforschung gut untersucht. Donald Winnicott hatte bereits in den ausgehenden 1940er Jahren detailliert beschrieben, wie gesunde Kinder sich spätestens nach dem 6. Lebensmonat ganz normal aus dieser Symbiose zu lösen beginnen. Die detaillierteste Beschreibung davon, wie die Bindung des Kindes an die Eltern sich in den ersten drei Lebensjahren entwickelt, stammt jedoch von Margaret Mahler. William Sears’ Schriften lassen keine Kenntnisse dieser einschlägigen Fachliteratur erkennen.
Sears und Sears verwenden den Begriff „Bindung“ in einem umgangssprachlichen Sinne und setzen ihn mit „Vertrauen“ (trust), „Harmonie“, „Nähe“ (closeness), „Liebesbanden“ (love bonds) und „Verbindung“ (connection) gleich: „Bindung beschreibt das ganze Fürsorgeverhältnis zwischen Mutter oder Vater und Baby.“ Sie erwähnen zwar, dass Bindung durch Kontingenz entsteht, verwenden die Begriffe „Bindung“ und „Kontingenz“ in ihren weiteren Ausführungen aber synonym. Die beiden Begriffe werden nicht voneinander unterschieden. Bindung erscheint dem Leser dadurch als ein Zustand, der sich niemals stabilisiert und durch Feinfühligkeit laufend von Grund auf neu hergestellt werden muss.
In offenem Widerspruch zu allen vorherigen Ausführungen ihres Buches wenden Sears und Sears sich im vorletzten Kapitel beschwichtigend an Adoptiveltern: „Sorgen Sie sich nicht um die Bindung, die Ihr Kind in der Pflegeunterbringung ‚verpasst‘ haben könnte. Säuglinge sind extrem resilient.“

#### „Unsichere Bindung“
Erklärtes Ziel des Attachment Parenting ist die Herstellung einer sicheren Mutter-Kind-Bindung.
Wie aus Kontingenz Bindung erwächst und welchen Störungen dieser Prozess unterworfen sein kann, ist in wissenschaftlichen Studien vielfach untersucht und dokumentiert worden. In der Fachliteratur werden problematische oder gestörte Bindungen in dreierlei Zusammenhängen beschrieben:
- Die tiefgreifendsten Folgen für die Bindungsentwicklung haben grob inadäquate Lebensbedingungen des Kindes mit fortgesetzter schwerer Misshandlung oder dauerhafter Unterbringung in schlecht geführten Heimen ohne primäre Bezugsperson. Es kann in diesen Fällen zu einer reaktiven Bindungsstörung im Sinne von ICD-10 kommen; sie ist durch stark auffällige Verhaltensweisen gekennzeichnet, wird in reichen Ländern der Westlichen Welt aber nur selten beobachtet.[93]
- Mary Ainsworth hat einen Typ desorganisierter Bindung beschrieben, der ebenfalls vermehrt bei solchen Kindern auftritt, die als Säugling misshandelt worden sind, und bei Jungen häufiger als bei Mädchen.[94] Die Kinder zeigen Disstress, und ihre Mütter verminderte Empathie.[95] Desorganisierte Bindung ist keine Psychopathologie im Sinne von ICD-10, sondern ein Verhaltenstyp, der ausschließlich im Fremde-Situations-Test beschrieben wird. In „normalen“ Mittelklassefamilien zeigen etwa 15 % der Kinder ein desorganisiertes Bindungsverhalten. Deutlich höher ist der Anteil in sozialen Randgruppen.[96]

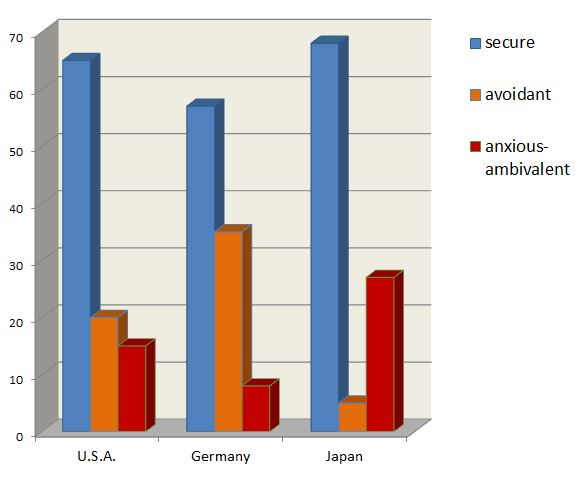
Sichere, unsicher-vermeidende und unsicher-ambivalente Bindung bei Kleinkindern im internationalen Vergleich

- Eine dritte Gruppe problematischer Bindung bilden die ebenfalls von Mary Ainsworth beschriebenen Typen unsicher-vermeidender und unsicher-ambivalenter Bindungen. Unsicher gebundene Kinder halten ihre primäre Bezugsperson im Fremde-Situations-Test entweder auf Distanz oder schwanken zwischen Klammern und Zurückweisung. Wie Beatrice Beebe (Columbia University) 2010 mit einem Forschungsteam aufgewiesen hat, erfahren diese Kinder von ihren Müttern chronisch Dinge wie Unter- oder Überstimulation, Zudringlichkeit oder Unbeständigkeit. Die Mütter verhielten sich allerdings durchaus empathisch und hatten keine Probleme, auf den Gefühlsausdruck ihrer Kinder angemessen zu reagieren; ihre Kinder wiesen auch keinerlei Zeichen von emotionalem Disstress auf.[95] Unsichere Bindung im Sinne von Ainsworth kommt recht häufig vor und betrifft in Deutschland z. B. fast jedes zweite Kind.[97]

William Sears verwendet die Begriffe „verminderte Bindungsqualität“, „unsichere Bindung“ und „Nicht-Bindung“ (non-attachment) synonym; seine Schriften lassen nicht erkennen, welche Art von Beeinträchtigung der Bindung gemeint ist: Bindungsstörung (ICD-10), desorganisierte Bindung (Ainsworth) oder die beiden Formen unsicherer Bindung (Ainsworth). 1982 noch schrieb Sears über „Krankheiten der Nicht-Bindung“ (diseases off non-attachment) nur unter Referenz auf die Psychoanalytikerin Selma Fraiberg, die in den 1970er Jahren Säuglinge mit angeborener Blindheit studiert hatte. Sears ist vorgeworfen worden, mit diesem unscharfen Begriff einer Bindungsstörung eine Inflation falsch-positiver Fälle zu erzeugen. Er unterscheidet auch zwischen (guter) Bindung (attachment) und (schlechter) Verstrickung (enmeshment), ohne seinen Lesern aufzuzeigen, woran genau sie den Unterschied erkennen sollen.
Für William Sears’ Anspruch, seine Methode (die „7 Baby-Bs“) sei geeignet, die Kontingenz von Mutter und Kind sicherzustellen, fehlt jeder Nachweis. Mary Ainsworth hat in Feldstudien in Uganda beobachtet, dass Kinder, die viel Zeit mit ihrer Mutter verbringen und nach Bedarf gestillt werden, durchaus Zeichen von unsicherer Bindung entwickeln können; entscheidend für die gelingende Bindung sei nämlich nicht die Quantität, sondern die Qualität der Interaktion von Mutter und Kind. Als Determinante für sichere Bindung nennt Ainsworth darum nicht Praktiken wie Co-Sleeping, Babywearing und Stillen nach Bedarf, sondern die Feinfühligkeit der Mutter.

#### „Bedürfnis“

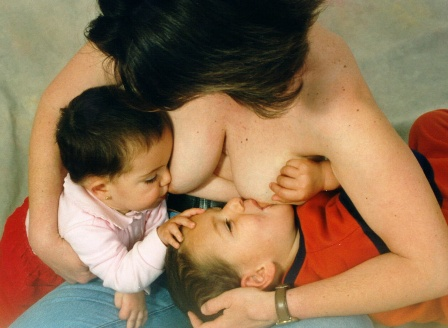
William Sears geht davon aus, dass das Bedürfnis des Kindes nach der Mutterbrust auch im Kleinkindalter noch fortbesteht.

Obwohl ihr theoretischer Ausgangspunkt – die Kontingenzidee – es nahelegen würde, den Säugling in erster Linie als ein fühlendes und kommunizierendes Geschöpf zu verstehen, verstehen Sears und Sears ihn noch vorrangiger als ein Bedürfniswesen. „Bedürfnis“ (engl. need) ist ein Grundbegriff der Lehre; Attachment Parenting bedeutet, die Bedürfnisse des Säuglings zu beachten und zu befriedigen.
Psychologen wie Abraham Maslow hatten bereits in den 1940er Jahren detaillierte Modelle der menschlichen Bedürfnisse entwickelt; Bedürfnisse und Wünsche werden seitdem klar voneinander unterschieden. Im Jahr 2000 hat T. Berry Brazelton, ein Pionier auf dem Gebiet der Neugeborenenpsychologie, gemeinsam mit dem Kinderpsychiater Stanley Greenspan ein Buch Die sieben Grundbedürfnisse von Kindern veröffentlicht, in dem erneut eine genaue Bestimmung des Bedürfnisbegriffes unternommen wird.
Als Sears und Sears ein Jahr darauf ihr Attachment Parenting Buch publizierten, gingen sie weder auf Maslow noch auf Brazelton und Greenspan ein, sondern verwendeten den Bedürfnisbegriff ausschließlich in einem umgangssprachlichen Sinne. Zwar betonen sie, dass Eltern zwischen den „Bedürfnissen“ und den „Wünschen“ (wants, desires) ihres Kindes unterscheiden sollen, geben aber keine Handhabe, worin genau Bedürfnisse sich von Wünschen unterscheiden, und wie Eltern den Unterschied erkennen sollen. An anderer Stelle schreiben sie, beim Säugling seien Wünsche und Bedürfnisse vollständig dasselbe. Im Allgemeinen verwenden sie beide Ausdrücke einfach synonym. Bezogen auf Kleinkinder formulieren sie, ein Kind sei „noch nicht bereit“, z. B. auf die Brust oder auf das Schlafen im Bett der Mutter zu verzichten, sprechen vereinzelt aber selbst in diesem Zusammenhang von „Bedürfnissen“.
Kritiker des Attachment Parenting haben in Frage gestellt, dass dem Verhalten eines 3½-jährigen, der immer noch gestillt werden möchte, tatsächlich ein Bedürfnis zugrunde liege. Sehr wahrscheinlich gehe es hier eher um Trost als um Ernährung. Zwar sei auch das Trösten eine wichtige elterliche Aufgabe; ebenso jedoch seien Eltern dazu angehalten, ihr Kind zu lehren, sich aus eigener Kraft zu beruhigen.

#### „Stress“

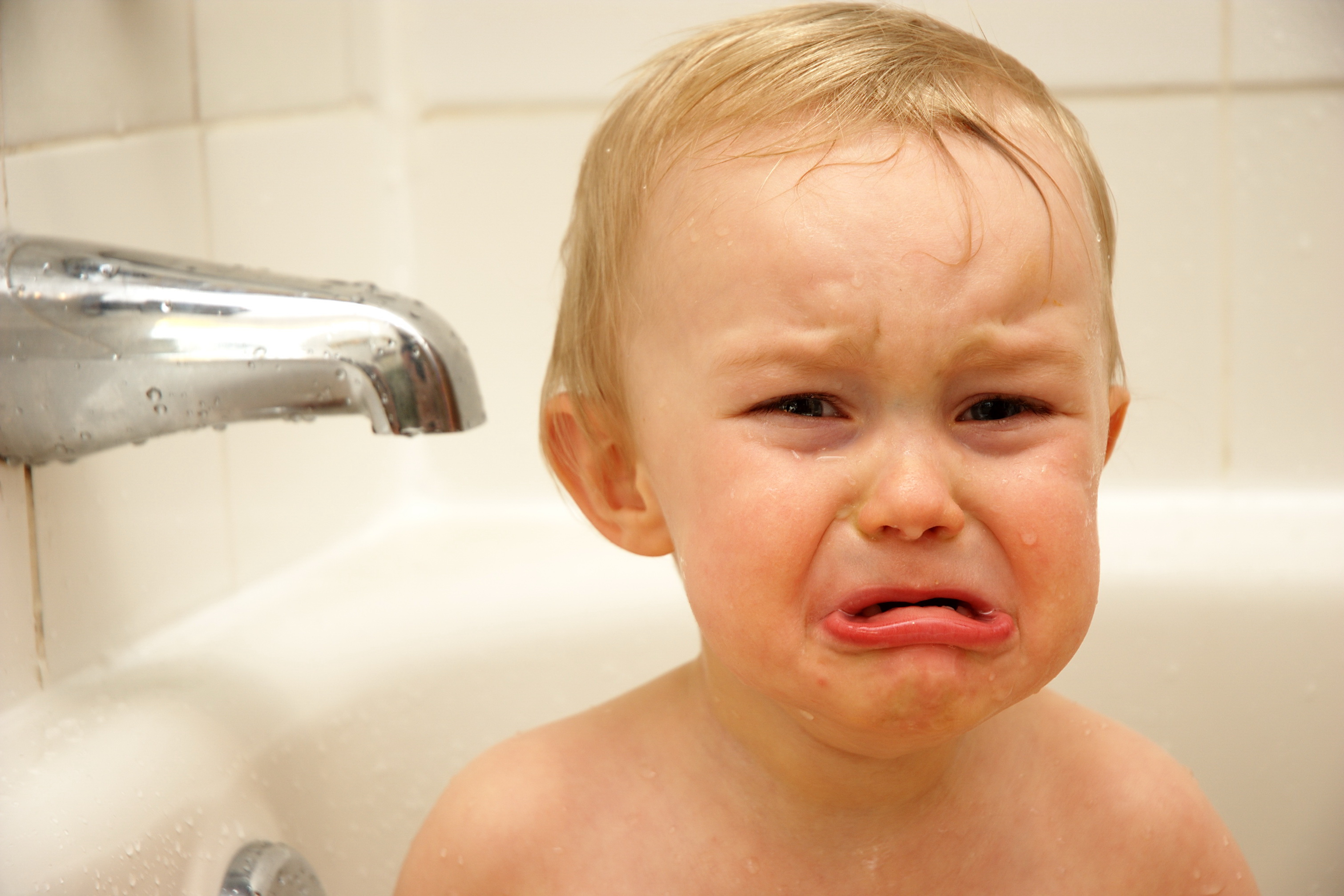
Trösten oder Gelassenheit vermitteln?

Stress ist in zahlreichen psychologischen Studien untersucht und dargestellt worden. Die theoretischen Grundlagen dafür hatte Richard Lazarus bereits in den 1960er Jahren geschaffen. Hans Selye führte 1974 die Unterscheidung von Disstress und Eustress ein, und der Psychoanalytiker Heinz Kohut schrieb 1984 von „optimaler Frustration“, also von gut dosierten Störungen der Harmonie von Eltern und Kind, die die Voraussetzung dafür bilden, dass das Kind eine gesunde Persönlichkeit entwickeln kann. Auch in der Resilienzforschung hat sich heute die Auffassung durchgesetzt, dass es Kindern nicht gut tut, wenn die Eltern unterscheidungslos jeden Stress als unzumutbaren Disstress einstufen; sie suggerieren dem Kind damit, die Probleme des Alltags seien schmerzhaft und müssten pauschal vermieden werden.
Obwohl „Stress“ ebenfalls zu den Grundbegriffen des Attachment Parenting zählt, lassen William Sears’ Schriften nicht erkennen, dass ihr Autor einschlägige Fachliteratur der Stress- oder der Resilienzpsychologie rezipiert hat. Er bringt die Begriffe Stress und Disstress zwar mit der Ausschüttung von Cortisol in Verbindung, verwendet sie aber synonym, und in einem rein umgangssprachlichen Sinne. Er versteht darunter jeglichen unbehaglichen oder frustrierenden Zustand, der das Kind zum Weinen bringt – ein Signal, auf das Attachment-Parenting-Mütter in der Regel spontan mit Trost und körperlicher Nähe reagieren sollen, weil Stress krank mache. Andererseits sollen Mütter angesichts eines beunruhigten Kindes nicht überreagieren und dem Kind Gelassenheit vermitteln („Karibischer Ansatz“). Kriterien, mit deren Hilfe Eltern beurteilen können, wann welche Reaktion geboten ist, gibt Sears nicht.
Die Unschärfe des Disstress- und des Bedürfnisbegriffes hat für die Erziehung weitreichende Konsequenzen. Weil tendenziell hinter jedem Weinen des Kindes schädlicher Disstress und hinter jedem Begehren des Kindes ein legitimes Bedürfnis vermutet wird, verwechseln Eltern – insbesondere Eltern von Kindern, die dem Säuglingsalter entwachsen sind – Rapport, Feinfühligkeit, Responsivität, emotionale Verfügbarkeit und angemessenes Beschützen allzu leicht mit Verhaltensweisen, die erzieherisch problematisch sind und die auch William Sears größtenteils nicht billigt:
- mit ängstlicher Dauer-Überwachung des Kindes[114]
- mit Over-Parenting, d. h. ständigem Beseitigen von Problemen, die das Kind durchaus selbst bewältigen könnte[115]
- mit ständigem elterlichen Mikromanagement der Kindeslaune, um das Kind rund um die Uhr glücklich zu halten;[116] William Sears schreibt allerdings selbst, dass Glück das grundlegende Ziel der Erziehung sei.[117]

#### „Instinkt“ und „Natürlichkeit“

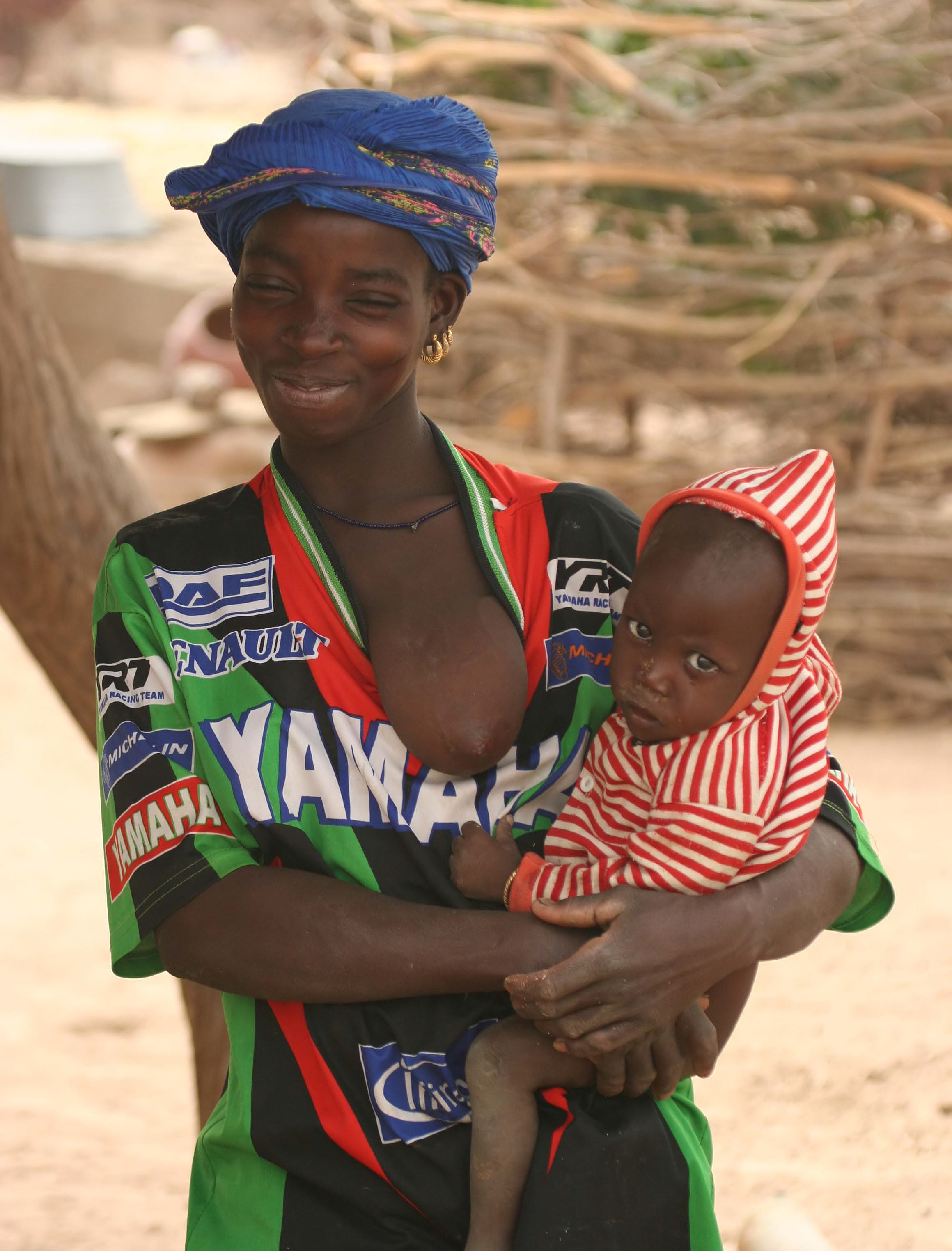
Mutter mit Kind in Mali (2006)

Ein weiteres Axiom des Attachment Parenting ist der Instinktbegriff. Sears und Sears beschreiben Attachment Parenting als das natürliche, von der Biologie vorgegebene, intuitive und spontane Verhalten von Müttern, die sich auf ihre „Instinkte“, ihren „sechsten Sinn“, ihre „innere Weisheit“ und ihren „gesunden Menschenverstand“ verlassen. Auch Mütterlichkeit selbst führen sie auf „Instinkte“ zurück. Männern bescheinigen sie einen verminderten Instinkt für die Bedürfnisse des Kindes.
Die Instinkttheorie entstand in den 1930er Jahren im Rahmen der klassischen vergleichenden Verhaltensforschung. Ihre Anregungen verdankt sie u. a. William McDougall, und ausgearbeitet wurde sie besonders von Konrad Lorenz und Nikolaas Tinbergen. Lorenz hielt Instinkte für physiologische Prozesse, die er hypothetisch auf Verschaltungen von Nervenzellen im Gehirn zurückführte. Dass dem Menschen noch viel Instinkt zur Verfügung stehe, wurde jedoch bereits von Arnold Gehlen bezweifelt, für den die Plastizität und Lernfähigkeit der menschlichen Natur im Vordergrund stand. In der heutigen Humanforschung gilt der Terminus „Instinkt“ als obsolet. Jüngere Studien legen dar, dass mütterliches Verhalten nicht angeboren, sondern biologisch und sozial determiniert sei. Es wird teils durch das Hormon Oxytocin ausgelöst, teils erlernt.
William Sears’ Publikationen lassen keine Kenntnis dieses Forschungsstandes erkennen. Sears und Sears verwenden den Begriff „Instinkt“ rein umgangssprachlich und setzen ihn mit Begriffen wie „hormonell“ und „natürlich“ synonym, wobei sie als Gegenpol von Instinkt und Natürlichkeit den „Einfluss von ‚Experten‘“ bestimmen.

“If you were on an island, and you had no mother-in-laws, no psychologists, no doctors around, no experts, this is what you would naturally and instinctively do to give your baby the best investment you'll ever give.”

„Wenn Sie auf einer Insel wären und keine Schwiegermutter, keine Psychologen, keine Ärzte, keine Experten um sich hätten, dann wäre es das [Attachment Parenting], was Sie natürlicherweise und instinktiv tun würden, um Ihrem Baby die beste Investition zu geben, die Sie jemals geben werden.“

William Sears, der seine entscheidenden Eindrücke von Jean Liedloff erhalten hat, verweist auf Säugetiere, auf Primaten, auf „andere“, „nicht-westliche“, „primitive“ und „traditionelle Kulturen“, namentlich auf Bali und in Sambia. Die Entwicklungspsychologin Heidi Keller, die Mutter-Kind-Beziehungen in einer großen Bandbreite von Kulturen vergleichend untersucht hat, bezweifelt, dass das Attachment Parenting als die Rückkehr zu einer „ursprünglichen Mütterlichkeit“ beschrieben werden könne, als die es von ihren Anhängern angepriesen wird. Keller hält das Attachment Parenting keineswegs für einen Gegenentwurf zur Hightech-Welt, sondern stellt fest, dass „es paradoxerweise bestens in eine Gesellschaft aus Individualisten und Einzelkämpfern, wie wir sie in der westlichen Welt erleben“, passe. Viele der Methoden, die die Vertreter des Attachment Parenting evolutionsgeschichtlich begründen, spielten in den nicht-westlichen Kulturen gar nicht die Rolle, die ihnen zugeschrieben werde. So werden z. B. in Kamerun Kinder zunächst zwar im Tragetuch getragen, müssen dann jedoch weitaus früher das Sitzen und das Laufen lernen als europäische und nordamerikanische Kinder; anstatt liebevollen Blickwechsel zu üben, blasen die Mütter ihren Kindern ins Gesicht, um ihnen den Blickkontakt abzugewöhnen. In Malawi werden Kleinkinder, während die Mutter zur Feldarbeit geht, von Tanten, Großmüttern und anderen Verwandten betreut.

### Die optimale kindliche Entwicklung
Wie Suzanne M. Cox (Northwestern University) aufgewiesen hat, bietet weder die Bindungstheorie noch das Attachment Parenting einen allgemeinen Entwurf davon, wie eine optimale kindliche Entwicklung aussehe, an dem die Wirksamkeit der Methoden des Attachment Parenting empirisch gemessen werden könnte. Sears verspricht Erziehungsergebnisse wie z. B. erhöhte Selbstständigkeit, Selbstsicherheit, Gesundheit, körperliches Wachstum, eine verbesserte Entwicklung der Motorik und der Sprache, Wohlverhalten, Gewissenhaftigkeit, Gehorsam, soziale Kompetenz, Gerechtigkeitssinn, Altruismus, Empfindungs- und Einfühlungsvermögen, Konzentrationsfähigkeit, Selbstdisziplin und Intelligenz. In wissenschaftlichen Studien wurden solche Effekte des Attachment Parenting bis heute nicht nachgewiesen; Sears selbst gibt in seinen Schriften keine Quellen an.
Sears bekennt sich als Erzieher zum evangelikalen Christentum. Das schlussendliche Erziehungsziel, das er in seinen Schriften nennt, ist jedoch ein rein säkulares: Glück.

## Verbreitung und Rezeption

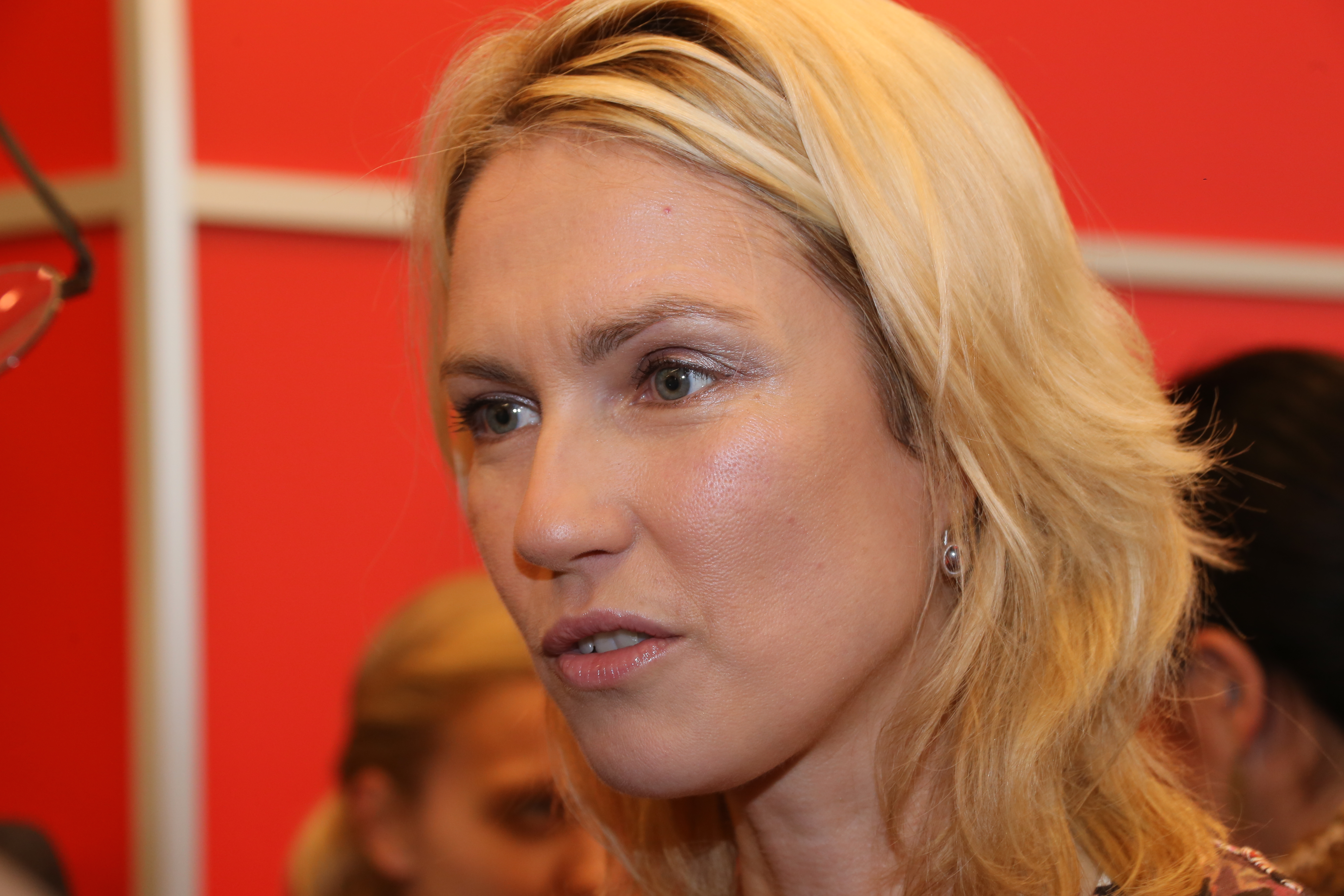
Bundesfamilienministerin Manuela Schwesig war 2014 Schirmherrin des ersten deutschen Attachment-Parenting-Kongresses.

Attachment Parenting ist vor allem unter gut ausgebildeten, in Städten lebenden Frauen in der Westlichen Welt populär, die für ökologische und soziale Fragen aufgeschlossen sind und die der Lehre folgen, indem sie dem Kind – durch Tragen, langes Stillen und Co-Sleeping – bis weit ins Kleinkindalter (und oft auch darüber hinaus) ständig nah zu sein versuchen.
In den Vereinigten Staaten haben die Erziehungstipps von prominenten Persönlichkeiten wie den Schauspielerinnen Mayim Bialik und Alicia Silverstone zur Popularisierung der Lehre beigetragen. Viele nordamerikanische Frauen sind in Müttergruppen (support groups) der Attachment Parenting International (API) organisiert, der 1994 gegründeten und von Martha Sears mitgetragenen Dachorganisation der Bewegung. In Kanada gibt es zahlreiche Organisationen, die das Attachment Parenting fördern, wie z. B. die in Calgary ansässige Attachment Parenting Canada Association; auch einige staatliche Gesundheitsorganisationen werben für Attachment Parenting. William Sears pflegt Beziehungen zur internationalen La Leche Liga, die einige seiner Bücher verlegt hat und auf deren Konferenzen er spricht. Viele Mütter kommen in der La Leche Liga erstmals mit Attachment Parenting in Berührung.
In Europa setzt sich die im niederländischen Lelystad ansässige Non-Profit-Organisation Attachment Parenting Europe (ABEU) für die Verbreitung der Lehre ein, für die sie im Niederländischen die Bezeichnung natuurlijk ouderschap („natürliche Elternschaft“) eingeführt hat. Sie unterhält Verbindungen zu Kontaktpersonen in Belgien, Dänemark, Deutschland, Irland, Italien, Norwegen, Großbritannien und in der Schweiz. In England und Wales gab es im Jahre 2012 30 AP-Müttergruppen.
In Deutschland sind in einigen Städten selbstständige Einrichtungen entstanden, die sich die Förderung des Attachment Parenting zur Aufgabe gemacht haben. In Hamburg, dem wichtigsten Zentrum der Bewegung in Deutschland, wurde 2014 erstmals ein Attachment Parenting Kongress veranstaltet, für den die Bundesfamilienministerin Manuela Schwesig die Schirmherrschaft übernommen hat. Ein weiterer fand 2016 wiederum in Hamburg statt. Schon seit 2005 besteht in Leipzig der Tologo Verlag, in dem neben Publikationen von Williams Sears und von Jan Hunt auch Bücher zu Themen wie Schulkritik, Homeschooling, Unschooling und Antipädagogik erscheinen. Seit 2007 verlegt Tologo daneben vierteljährlich das Unerzogen Magazin, eine Elternzeitschrift, die AP-Themen regelmäßig ein Forum bietet. Zu den profiliertesten Vertretern und Befürwortern der Lehre im deutschsprachigen Raum zählen die Ärzte Herbert Renz-Polster und Michael Abou-Dakn, die Diplom-Pädagogin Katharina Saalfrank, die Sozialpädagogin Eva Solmaz und die Autorinnen Julia Dibbern, Nora Imlau und Sibylle Lüpold.
Auch in Österreich und in der Schweiz gibt es vereinzelt Einrichtungen, die dem Attachment Parenting nahestehen. In Schweden setzt sich die Fantasy- und Science-Fiction-Autorin Jorun Modén für Attachment Parenting ein und hat dafür den Ausdruck nära föräldraskap (deutsch: „nahe Elternschaft“) geprägt. In Frankreich, wo die Lehre als maternage intensif oder maternage proximal bezeichnet wird, hat sie bis heute so gut wie keine Anhängerschaft gefunden.

## Attachment-Parenting-Kontroverse
Sears Positionen zur Erziehung und – mehr noch – die zum Teil radikalisierten und eklektisch erweiterten Positionen seiner Anhänger sind seit 2012 Gegenstand einer besonders im englischsprachigen Raum geführten Attachment-Parenting-Kontroverse.
Die Kontroverse begann 2012 mit einem Titelbild des amerikanischen Nachrichtenmagazins Time, auf dem eine kalifornische Mutter beim Stillen ihres knapp 4-Jährigen abgebildet war. In ihrem begleitenden Artikel The Man Who Remade Motherhood schrieb die Journalistin Kate Pickert, dass Sears zwar weitaus weniger radikal sei als seine Anhänger, dass die Lehre Müttern aber ein chronisch schlechtes Gewissen mache, dass sie tendenziell frauenfeindlich sei und dass ihre Thesen mit einschlägigen Forschungsbefunden zum Teil nicht zu vereinbaren seien. Die Lehre wird seitdem – besonders im englischsprachigen Raum – kontrovers diskutiert.
Das Attachment Parenting hat gleichzeitig auch die Aufmerksamkeit von Soziologen wie Ellie Lee, Charlotte Faircloth, Jan Macvarish und Frank Furedi erregt, die das Phänomen als beispielhaft für den Eltern-Determinismus des 21. Jahrhunderts beschrieben haben. Bereits 1996 hatte die Soziologin Sharon Hays das soziokulturelle Phänomen eines Intensive Mothering („Intensive Mutterschaft“) beschrieben, das mit dem Attachment Parenting einige Jahre später ein wiedererkennbares Gesicht erhielt. 2004 folgten die Medienwissenschaftlerin Susan J. Douglas und die Philosophin Meredith W. Michaels mit ihrem Porträt eines New Momism („Neuer Mutter-ismus“).

### Time-Titelbild und -Artikel
Das Time-Titelbild mit einer jungen Mutter, die ihrem dreijährigen Sohn die Brust gibt, und der begleitende Artikel waren am 21. Mai 2012 erschienen. Pickert schrieb, dass die Auffassungen, die Sears in seinen Büchern vertrete, weitaus weniger radikal seien, als seine Kritiker – und Eltern, die ihm folgen – unterstellen. Dennoch erzeuge seine Lehre, so Pickert, bei vielen Eltern etwas, das sie scherzhaft als posttraumatic Sears disorder bezeichnet, nämlich schwerwiegende Insuffizienzgefühle bei Eltern, die Sears’ Ratschlägen um der seelischen Gesundheit ihres Kindes willen zwar folgen wollen, aber nicht können, z. B. weil sie gezwungen sind, berufstätig zu sein.

### „Elterliche Stammesbildung“
Katha Pollitt hat das Attachment Parenting als Fad, also als Erziehungs-Hype, bezeichnet. Eltern, die der Lehre folgen, ist vorgeworfen worden, dass die Ursache ihrer hohen Bereitschaft, ihr Kind auch über das erste halbe Lebensjahr hinaus durch Stillen oder Herumtragen unablässig ruhigzustellen, eher in der erzieherischen Hilflosigkeit und Überforderung und in der ungestillten eigenen emotionalen Bedürftigkeit ruhe als in der Einsicht, dass das Kind die ständige Intimität für seine gesunde Entwicklung wirklich benötige.
Katie Allison Granju, eine Befürworterin der Lehre, die für Attachment-Parenting-Eltern einen Leitfaden veröffentlicht hat, nennt das Attachment Parenting darin eine „vollkommen erfüllende Lebensweise“.
Die Soziologin Jan Macvarish (University of Kent), eine Pionierin auf dem jungen Forschungsgebiet der Kultur der Elternschaft, hat – ebenfalls im Hinblick aufs Attachment Parenting – beschrieben, wie junge Eltern über die Entscheidung für bestimmte Erziehungspraktiken oder für eine bestimmte Erziehungslehre zu persönlicher Identität finden und sich Gruppen von Gleichdenkenden anschließen; Macvarish spricht sogar von „elterlicher Stammesbildung“ (parental tribalism). Charakteristisch für solche Entscheidungen sei, dass sie weitaus stärker auf das Selbstbild der Eltern als auf die Bedürfnisse des Kindes hin orientiert seien. Emma Jenner hat kritisiert, dass Eltern, die daran gewöhnt sind, jedes Signal ihres Kindes reflexmäßig und unterscheidungslos mit körperlicher Nähe zu beantworten, nicht lernen, ihr Kind zu beobachten und seine Bedürfnisse differenziert und in ihrer ganzen Komplexität wahrzunehmen.
Auch die Soziologin Charlotte Faircloth hält das Attachment Parenting für eine Strategie, die Frauen einschlagen, um persönliche Identität zu finden und zu artikulieren.

### Erziehungs- und Lebensstilpräferenzen von AP-Eltern
Die These der britischen Soziologinnen, dass eine Entscheidung fürs Attachment Parenting oft als Individualisierungsstrategie bzw. als Bekenntnis persönlicher Identität und sozialer Zugehörigkeit erfolgt, wird dadurch unterstützt, dass viele Eltern, die Attachment Parenting praktizieren, weitere charakteristische Erziehungs- und Lebensstil-Präferenzen aufweisen, die aus denselben Einstellungen schöpfen (besonders: einem Bemühen um „Natürlichkeit“), mit dem erklärten Ziel des Attachment Parenting – der Prävention unsicherer Bindung –, aber höchstens lose und eklektisch verbunden sind:
- „sanfte“ Geburt,[165] „natürliche“ Geburt bzw. Hausgeburt ohne Periduralanästhesie oder Schmerzmittel;[166] gegen Krankenhausgeburten ist von Attachment-Parenting-Befürwortern geltend gemacht worden, dass diese den Bindungsprozess oft störe, besonders durch Verabreichen von Analgetika an die kreißende Mutter und durch Wegnahme des Kindes nach der Geburt.[167] Sofern Kind und Mutter gesund sind, werden sie heute allerdings sowohl in amerikanischen als auch in deutschen Entbindungsstationen auch in den ersten Stunden nach der Geburt in der Regel nicht mehr getrennt.
- selbstbereitete Kleinkindkost aus biologisch-dynamischen Rohstoffen;[168] Veganismus;[169] Paleo-Lifestyle[170] bzw. das Baby-led weaning, ein Ernährungsprinzip, das komplett darauf verzichtet, Brei-Nahrung herzustellen, sondern Kindern die Nahrung der Erwachsenen in für die kindliche Hand greifbarer Form bereitstellt, welche diese nach eigenem Gutdünken zu sich nehmen sollen
- Verwendung waschbarer Windeln oder gar völliger Verzicht darauf. Das Kind soll ständig beobachtet werden und bei Ausscheidungskommunikation [171] „abgehalten“ werden[172]
- „sanfte Disziplin“,[173] „positive Disziplin“,[174] nicht-konfrontative Erziehungsmittel
- „Naturheilmethoden“, ganzheitliche Medizin, Homöopathie und Ablehnung von Schutzimpfungen.[175] Mit seinem 2007 erstmals veröffentlichten Vaccine Book hat William Sears’ Sohn Robert Sears einen Beitrag geliefert, der die Impfskepsis unter Eltern stark angefacht hat,[176] und in den AP-Gruppen werden Mütter explizit aufgefordert, ihre Kinder nicht impfen zu lassen.[177]

Besonders in den Vereinigten Staaten praktizieren Attachment-Parenting-Eltern darüber hinaus oft auch:
- Ablehnung der Zirkumzision[178]
- Freikörperkultur[179]
- Homeschooling[180] oder Unschooling[181]

Sears ermutigt einige dieser Verhaltenspräferenzen explizit selbst – etwa Nichtrauchen, gesunde Ernährung, eigene Zubereitung der Babykost und den Verzicht auf Zirkumzision –, ohne jedoch einen direkten Zusammenhang zu den Kernideen des Attachment Parenting herzustellen. Auf der Hand liegt ein solcher Zusammenhang nur bei Sears’ Empfehlung, in der Erziehung viel positive Verstärkung einzusetzen; auch Attachment-Parenting-Eltern haben regelmäßig eine Präferenz für „positive Erziehung“.

### Einwände von feministischer Seite
In seinem Buch The Complete Book of Christian Parenting and Child Care (1997) hatte Sears, der ein evangelikaler Christ ist, keinen Zweifel daran gelassen, dass er die schnelle Rückkehr von Müttern in die Berufstätigkeit ablehnt, weil er davon überzeugt ist, dass sie dem Kind schade:

“[Some] mothers choose to go back to their jobs quickly simply because they don't understand how disruptive that is to the well-being of their babies. So many babies in our culture are not being cared for in the way God designed, and we as a nation are paying the price.”

„[Einige] Mütter entscheiden sich, schnell zu ihrem Job zurückzukehren, weil sie nicht begreifen, wie zerstörerisch dies für das Wohl ihrer Babys ist. So viele Kinder in unserer Kultur werden nicht auf die Weise versorgt, die Gott vorgesehen hat, und wir als Nation bezahlen dafür den Preis.“

“Baby books (including my own) and child care experts extol the virtues of motherhood as the supreme career.”

„Babybücher (meine eigenen eingeschlossen) und Kinderpflegeexperten loben den Wert der Mutterschaft als der höchsten Karriere.“

Katha Pollitt führte aus, dass in obsessiver Art übersteigerte Mütterlichkeit verheerende Konsequenzen für die gesellschaftliche Gleichstellung von Frauen habe. In Frankreich hat Elisabeth Badinter argumentiert, Over-Parenting, ideologisch motivierte Fixierung auf waschbare Windeln, organische, selbst zubereitete Kleinkindkost, und Erziehungspraktiken, wie die von Sears empfohlenen mit Stillen bis ins Kleinkindalter, führten Frauen in überkommene Geschlechtsrollenmuster zurück. Badinters Buch Der Konflikt. Die Frau und die Mutter (2010) wurde in den Vereinigten Staaten teilweise kritisch aufgenommen, u. a. deshalb, weil es dort keinen staatlich geförderten Erziehungsurlaub gibt und viele Frauen es als Luxus empfinden, während der ersten Lebensjahre ihrer Kinder nicht arbeiten gehen zu müssen. Trotzdem hat die Gynäkologin Amy Tuteur (vormals Harvard Medical School) konstatiert, dass das Attachment Parenting auf eine – angesichts der mühsam errungenen Erfolge der Frauenbewegung mehr als zweifelhafte – neuerliche Unterwerfung des weiblichen Körpers unter gesellschaftliche Kontrolle hinauslaufe.
Wie Erica Jong beobachtet hat, ging der Aufstieg des Attachment Parenting mit einer Welle massenmedial inszenierter, glamourisierter Mutterschaft populärer Stars (Angelina Jolie, Madonna, Gisele Bündchen) einher. Sie schreibt, dass der Anspruch, unter Opferung des eigenen Wohlbefindens außergewöhnliche Kinder zu modellieren, Mutterschaft in der zeitgenössischen Gesellschaft zu einem „hoch wettbewerblichen Rennen“ gemacht habe; der politischen Rechten komme es, wenn Mütter Erziehungsverantwortlichkeit radikal allein übernehmen wollen, überaus gelegen.

### Einwände von Seiten der Sozialwissenschaften: „Kultur der totalen Mutterschaft“
In ihrem 2005 erschienenen Buch Perfect Madness. Motherhood in the Age of Anxiety hat Judith Warner kritisiert, dass der starke Einfluss, den das Attachment Parenting auf die amerikanische Mainstream-Erziehung nehme und der eine „Kultur der totalen Mutterschaft“ etabliert habe, dazu führe, dass Mütter heute überzeugt seien, sie müssten augenblicklich auf jedes Bedürfnis ihres Kindes eingehen, um es nicht dem Risiko lebenslanger „Verlassenheitsprobleme“ (abandonment issues) auszusetzen. Bereits 1996 hatte die Soziologin Sharon Hays eine neu entstandene „Ideologie der intensiven Mutterschaft“ (intense mothering) beschrieben. Kennzeichnend für diese Ideologie sei es, dass die Erziehungsverantwortung primär den Müttern aufgebürdet werde und dass die Erziehung Kind-zentriert, Experten-geleitet, emotional absorbierend, arbeitsintensiv und finanziell aufwändig sei. Motive für die Überfrachtung der Mutterschaft sah Hays in dem idealistischen Versuch, ein gesellschaftliches System, das auf individuellem Egoismus und auf Konkurrenz basiere, durch ein kompensierendes Prinzip selbstloser Mütterlichkeit ins Gleichgewicht zu bringen. Jedoch erfolge jede Form von intensiver Mutterschaft, bei der die Bedürfnisse von Kindern systematisch über die ihrer Mütter gestellt werden, zwangsläufig zum wirtschaftlichen und persönlichen Nachteil von Müttern. Rizzo et al. stellten 2014 in einer Studie fest, dass 23 % der Mütter, die von der Überlegenheit intensiver Mutterschaft überzeugt waren, Zeichen von Depressionen aufwiesen. Eine Deutung dieses Befundes (d. h. ob intensive Mutterschaft Depressionen begünstigt oder ob umgekehrt depressive Frauen sich zum Konzept der intensiven Mutterschaft besonders hingezogen fühlen) haben Rizzo et al. nicht vorgenommen.